# Juan Espinosa de los Monteros

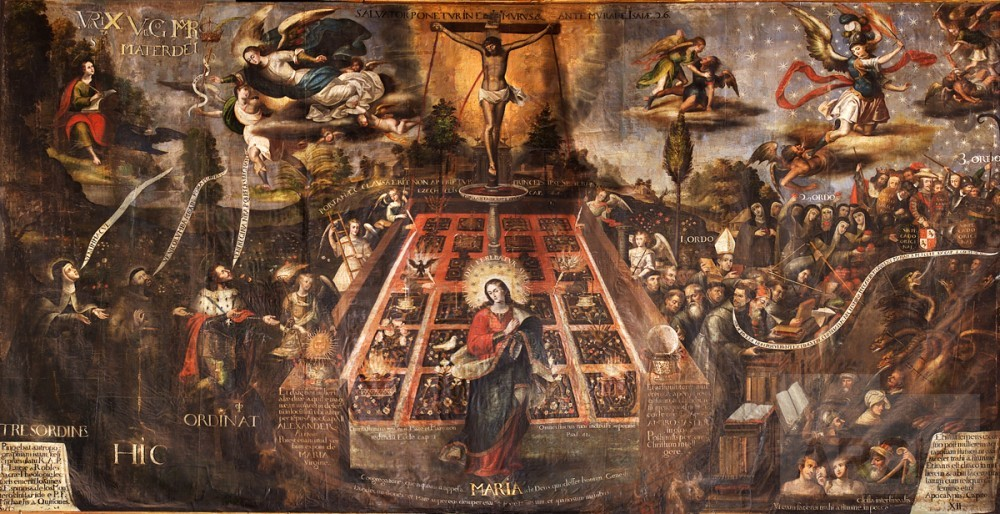
Inmaculada sobre el jardín místico, óleo sobre lienzo, Cuzco, Convento de San Francisco.

Juan Espinosa de los Monteros (fl., 1655-1669) fue un pintor barroco activo en el Cuzco de notable fecundidad. Trabajó para la Orden de San Francisco sirviéndose en su pintura de estampas flamencas, entre ellas de Marten de Vos y otros manieristas de Amberes.

## Obras
- Epílogo de la Orden Franciscana en un árbol genealógico de doce ramas, 1655, Convento de San Francisco, Cuzco; óleo de considerables dimensiones (aproximadamente 12 x 9 m).
- Inmaculada sobre el jardín místico, Convento de San Francisco, Cuzco.
- Pinturas para un retablo dedicadas a la vida de santa Teresa, Convento de Santa Teresa, Cuzco.[2]
- Serie de la vida de santa Catalina de Siena para el convento de Santa Catalina, 1669, Cuzco.
- Serie de Vírgenes latinas Atr. (inspirados en los grabados de Jan Gerritz Swelinck).
- Retrato de Don Fulgencio Maldonado con Santa Catalina de Siena y San Francisco, Monasterio de la Recoleta, Arequipa.